# Pervaja perčatka
Pervaja perčatka (Первая перчатка) è un film del 1946 diretto da Andrej Vladimirovič Frolov.